# Собко, Пётр Иванович
Пётр Иванович Собко (1819—1870) — русский инженер, специалист в области строительной механики и железнодорожного дела, педагог; отец искусствоведа Николая Собко. Профессор Института инженеров путей сообщения и Горного института (по теоретической механике), действительный статский советник.

## Биография
Родился 18 (30) мая 1819 года в Киеве. Был зачислен в 1829 году в Дворянский полк. Несмотря на ограниченные средства его матери, Прасковьи Ивановны (урожд. Подвысоцкая), он был помещён ею в третий класс гимназии высших наук князя Безбородко. Окончив в 1836 году гимназию, когда она уже была преобразована в лицей, Собко, отличавшийся ещё в гимназии своими способностями к математике, поступил в августе 1837 года в Институт Корпуса инженеров путей сообщения. По окончании курса, первым по выпуску — с занесением имени на мраморную доску, в июне 1840 года он был произведён в поручики и затем назначен репетитором в институте по рациональной механике и составлению проектов по строительному искусству.
В 1841 году П. И. Собко напечатал в «Журнале Главного Управления путей сообщения и публичных зданий» (Т. II, книги 1 и 2) «Извлечение из первой и второй публичных лекций трансцендентного анализа, читанных академиком Остроградским» и с этих пор стал много публиковаться в этом журнале. В 1846 году он напечатал в нём «Проект висячаго моста через Неву в Санкт-Петербурге» (Т. III. — № 2. — С. 195), составленный им в 1839—1840 гг. под руководством главного составителя этого проекта С. В. Кербедза, а вскоре за тем издал для руководства воспитанников Института путей сообщения по курсу мостов, который он стал читать с 1844 года, атлас мостов, вышедший под заглавием: «Чертежи курса построений. Основания каменных зданий. Мосты» (СПб., 1849).
Ещё раньше, в 1843 году, Собко стал читать в Горном институте лекций по теоретической механике, которую он преподавал там в течение 12 лет до 1855 года. Кроме этого, а с 1846 по 1849 год он преподавал практическую механику и аналитическую геометрию в Первом кадетском корпусе.
Летом 1849 и 1850 годов он предпринял вместе с профессором Ф. И. Сулимой две поездки для осмотра различных сооружений на Мариинской и Тихвинской системах, на канале Сайма в Финляндии (в то время часть Российской империи) и на Николаевской железной дороге, собирая материал для задуманного им курса строительного искусства. На основании собранных им в это время заметок напечатана была им вместе с Сулимой статья: «Гидравлический раствор, употребляемый при работах каналa Сайма» («Журнал Главного Управления путей сообщения и публичных зданий». — 1851. — № 6. — С. 174).
В 1851 году Ф. И. Сулима и П. И. Собко подготовили проект, по которому к концу 1853 года была построена новая лаборатория Института Корпуса инженеров путей сообщения, для химических и механических исследований строительных материалов. Она была оборудована современными машинами. Официальное открытие лаборатории, первым заведующим которой стал П. И. Собко, состоялось 28 января 1854 года.

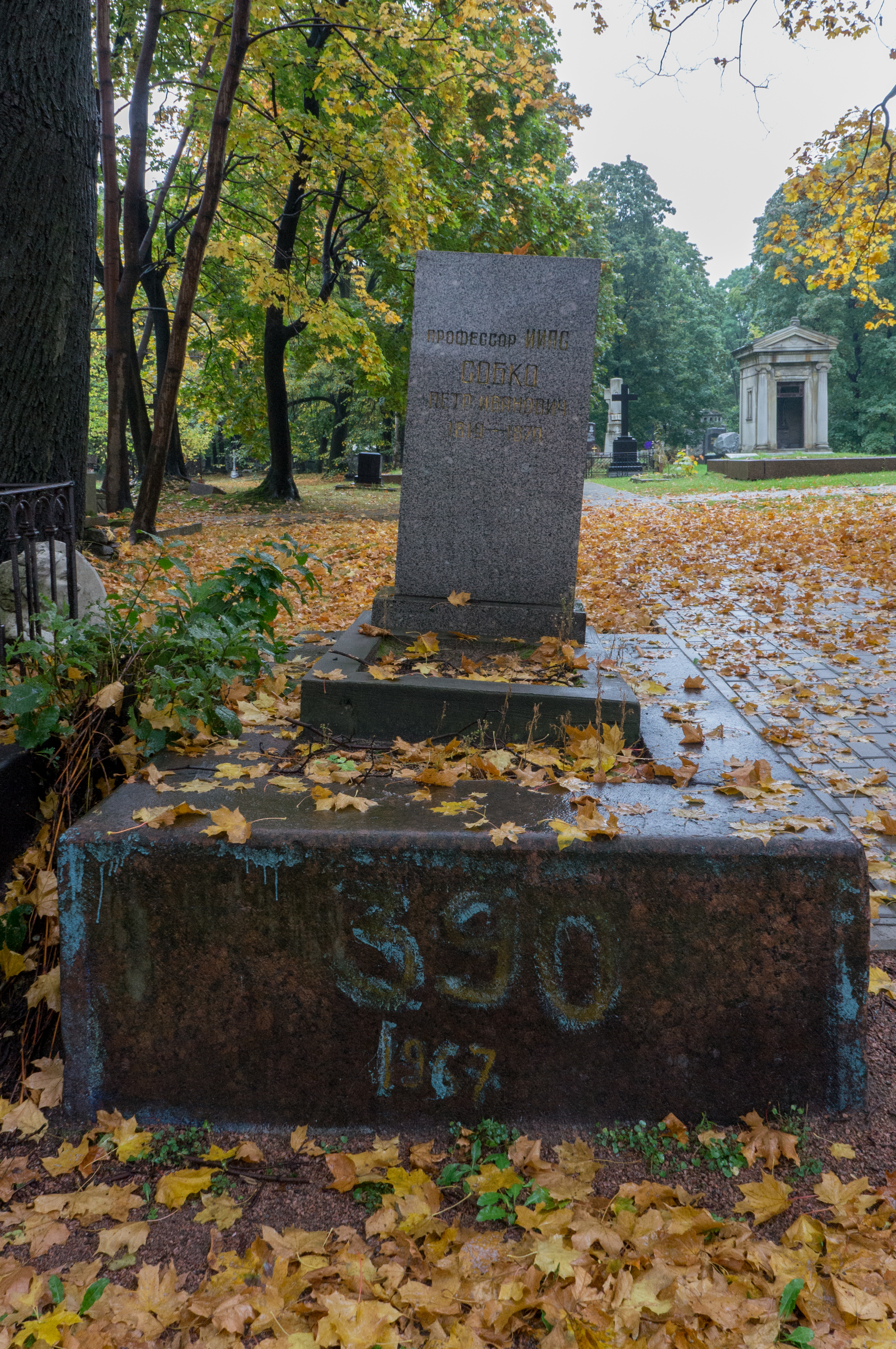
Могила П. И. Собко на Новодевичьем кладбище

В 1854 году он издал вместе с инженером В. С. Глуховым «Памятную книжку для инженеров и архитекторов, или собрание таблиц, правил и формул, относящихся к математике, физике, геодезии, строительному искусству и практической механике» (СПб., 1854), имевшую огромный успех, как практическая справочная книга, и вышедшую уже после смерти Собко вторым изданием в 1872 году.
Летом 1857 года П. И. Собко предпринял путешествие за границу, где успел осмотреть различные замечательные сооружения и по возвращении принялся за составление «курса строительного искусства», но административная деятельность на Петербургско-Варшавской железной дороге, на которой он занял должность главного инженера службы ремонта пути и зданий, помешала изданию этого курса.
В 1869 году Собко был назначен заведующим службой подвижного состава и тяги на той же дороге и занимал эту должность до самой смерти.
Кроме курса мостов, Собко читал в Институте инженеров путей сообщения ещё: теорию устройства сооружений вообще; курс дорог, обыкновенных и железных (с 1849 года); теорию сопротивления строительных материалов — причём для исследования строительных материалов по его проекту в механической лаборатории были изготовлены самые точные приборы для того времени. Теорию сопротивления строительных материалов и теорию устойчивости сооружений он также читал в Строительном училище (с 1854), Горном институте (с 1855), Николаевской инженерной академии (с 1857).
Пётр Иванович Собко умер 14 (26) ноября 1870 года в Петербурге; похоронен на кладбище Воскресенского Новодевичьего монастыря.

## Избранная библиография
- «Чугунный судоходный мост», перевод с франц., («Журн. Главн. Упр. Путей Сообщ. и Публичн. Зданий», 1843, кн. 1, стр. 195);
- «Морской клей» (Там же, 1845, т. II, № 4, стр. 21);
- «Пародействующий механизм для забивки свай, ковки железа и ковки камней» (Там же, 1846, № 3, стр. 146);
- «Механическая формовка гончарных водопроводных труб, кирпича, черепицы, изразцов и других глиняных изделий» (Там же, 1847, № 3, стр. 107);
- «Исторический взгляд на гидротехнические сооружения в Нидерландах» (Там же, 1847, № 5 и 6, стр. 59 и 123; 1848 г. № 1, стр. 1);
- «Новые опыты над сопротивлением воздуха при движении поездов» (Там же, 1848, № 3, стр. 135);
- «Подъемные мосты» (Там же, 1848, № 4, стр. 1);
- «Новые исследования трубки Пито» (Там же, стр. 70);
- «Исследование расходов по движению на железных дорогах» (Там же, 1848, № 6, стр. 188);
- «Фашинные тюфяки, употребляемые при устройстве висячаго моста на Днепре в Киеве» (Там же, 1849, № 6, стр. 157);
- «Программа механики для II специального курса военно-учебных заведений» (СПб. 1849. 8°). Издана Собко вместе с Остроградским;
- «Теория сопротивления строительных материалов» («Журн. Главн. Управл. Путей Сообщ. и Публичн. Зданий», 1850, т. XI № 1 и 2, стр. 27 и 73. Также отдельно. СПб. 1851. 8°);
- «Трубчатые мосты Конуэйский и Британский на Честер-Голигедской железной дороге, в Англии» (Там же, т. XII, № 5, стр. 85);
- «Исследование вопроса об употреблении железа в сооружениях на железных дорогах» (Там же, 1851, т. XIII, № 1, стр. 10);
- «Устройство дока в Грэт-Гримсби» (Там же, 1851, № 4, стр. 1);
- «Винтовые сваи и якоря» (Там же, 1851, № 6, стр. 141);
- «Предел безопасного существования висячих мостов на проволочных канатах» (Там же, 1852, № 4, стр. 44);
- «Устойчивость деревянных и металлических мостов арочной системы. Разбор системы Кулибина» (Там же, т. ΧVΙΙΙ, № 5, стр. 77);
- «Формулы для расчета зубчатых колес цилиндрических. Формулы и пример для расчета колеса Понсле» (СПб. 1854);
- «Результаты опытов над механическим сопротивлением камней, которые предполагается употребить в Севастополе при сооружении памятников адмиралам» (Там же, 1858, № 5, стр. 234.);
- «Несколько слов о компании русской лесной торговли» («СПб. Ведом.» 1858, № 72, и отдельно СПб. 1858);
- "Заметка на статьи г. инженера Главного Общества Российских Железных Дорог, помещенные в «Journal de St. Pétersbourg» (Там же, 1860, № 106 и отдельно СПб. 1860. 8°);
- «Одессо-Киево-Курская железная дорога. Инструкция для производства полевых работ, относящихся к определению вида поверхности земли и рода верхнего слоя, для составления предварительного проекта» (СПб. 1859. 8°);
- «Положение о техниках, производящих изыскания для составления предварительного проекта» (СПб. 1859. 8°);
- «О необходимости описания замечательных работ, исполненных в России» («Журн. Главн. Управл. Путей Сообщ. и Публичн. Зданий», 1861, № 4, стр. 95);
- «Программа данных, относящихся к определению отверстий труб и небольших мостов» (Там же, стр. 111);
- «Гельсингфорсо-Тавастгусская дорога» (Там же, 1861, № 5, стр. 1);
- «О препятствиях к движению на иностранных железных дорогах от снежных заносов» («Записки Русского Технич. Общества», 1868, № 6, стр. 357);
- «Бетон Ксанье, привилегированный во Франции, России, Англии, Италии и других странах» (СПб. 1868. 12°).

Кроме этих статей, им напечатан еще целый ряд критических разборов иностранных технических книг.